# Bahnhof Kii-Tanabe
Der Bahnhof Kii-Tanabe (jap. 紀伊田辺駅 Kii-Tanabe-eki) ist ein Bahnhof auf der japanischen Insel Honshū. Er wird von der Bahngesellschaft JR West betrieben und befindet sich in der Präfektur Wakayama auf dem Gebiet der Stadt Tanabe, an der Westseite der Kii-Halbinsel.

## Verbindungen
Kii-Tanabe ist ein Zwischenbahnhof an der Kisei-Hauptlinie, deren westliche Sektion von JR West betrieben wird sowie die Städte Shingū und Wakayama miteinander verbindet. Im Stundentakt verkehrt der Schnellzug Limited Express Kuroshio von Kyōto über Shin-Osaka, den Bahnhof Wakayama und Kii-Tanabe nach Shirahama, wobei sieben Zugpaare weiter via Kushimoto zum Bahnhof Shingū fahren. Bei den Nahverkehrszügen gibt es in Kii-Tanabe – mit Ausnahme einzelner Verbindungen in den Tagesrandlagen – eine betriebliche Trennung. Nach Gobō fahren sie stündlich, in Richtung Shingū alle ein bis drei Stunden. Auf dem Bahnhofsvorplatz befindet sich ein Busterminal mit mehreren Haltestellen; von hier aus fahren ein Dutzend lokale und regionale Linien der Gesellschaften Ryūjin Jidōsha und Meikō Bus.

## Anlage
Der Bahnhof steht an der Grenze zwischen den Stadtteilen Minato im Süden, Takao im Nordwesten und Horaichō im Nordosten. Während sich auf der Nordseite ausgedehnte Wohnviertel erstrecken, umfasst die Südseite das Stadtzentrum mit öffentlichen Einrichtungen und zahlreichen Gastronomiebetrieben. Sehenswürdigkeiten in der Umgebung sind der Atago-Schrein, das Kinan-Kulturzentrum, der Tōkei-Schrein und das Minakata-Kumagusu-Archiv.
Die ebenerdige Anlage ist von Südosten nach Nordwesten ausgerichtet und umfasst sechs Gleise, von denen drei dem Personenverkehr dienen. Diese liegen am Hausbahnsteig und an einem Mittelbahnsteig, die beide teilweise überdacht sind. Letzterer ist über eine gedeckte Fußgängerbrücke erreichbar, die das Empfangsgebäude an der Südseite mit den nördlich gelegenen Wohnvierteln verbindet. Neben dem bahneigenen Verkaufseinrichtungen enthält das Gebäude auch eine Filiale von 7-Eleven und ein Evakuierungszentrum im Falle von Naturkatastrophen. Am südöstlichen Ende der Anlage befindet sich eine Abstellanlage mit drei Gleisen.
Im Fiskaljahr 2019 nutzten täglich durchschnittlich 1364 Fahrgäste den Bahnhof.

## Bilder

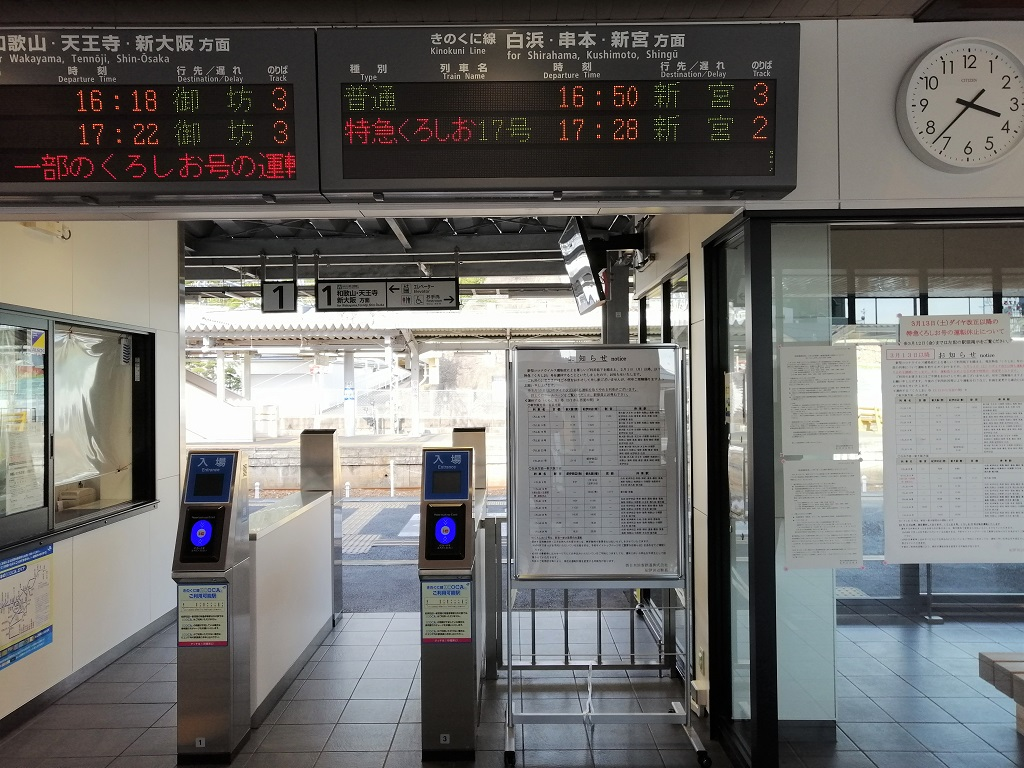
Bahnsteigsperren
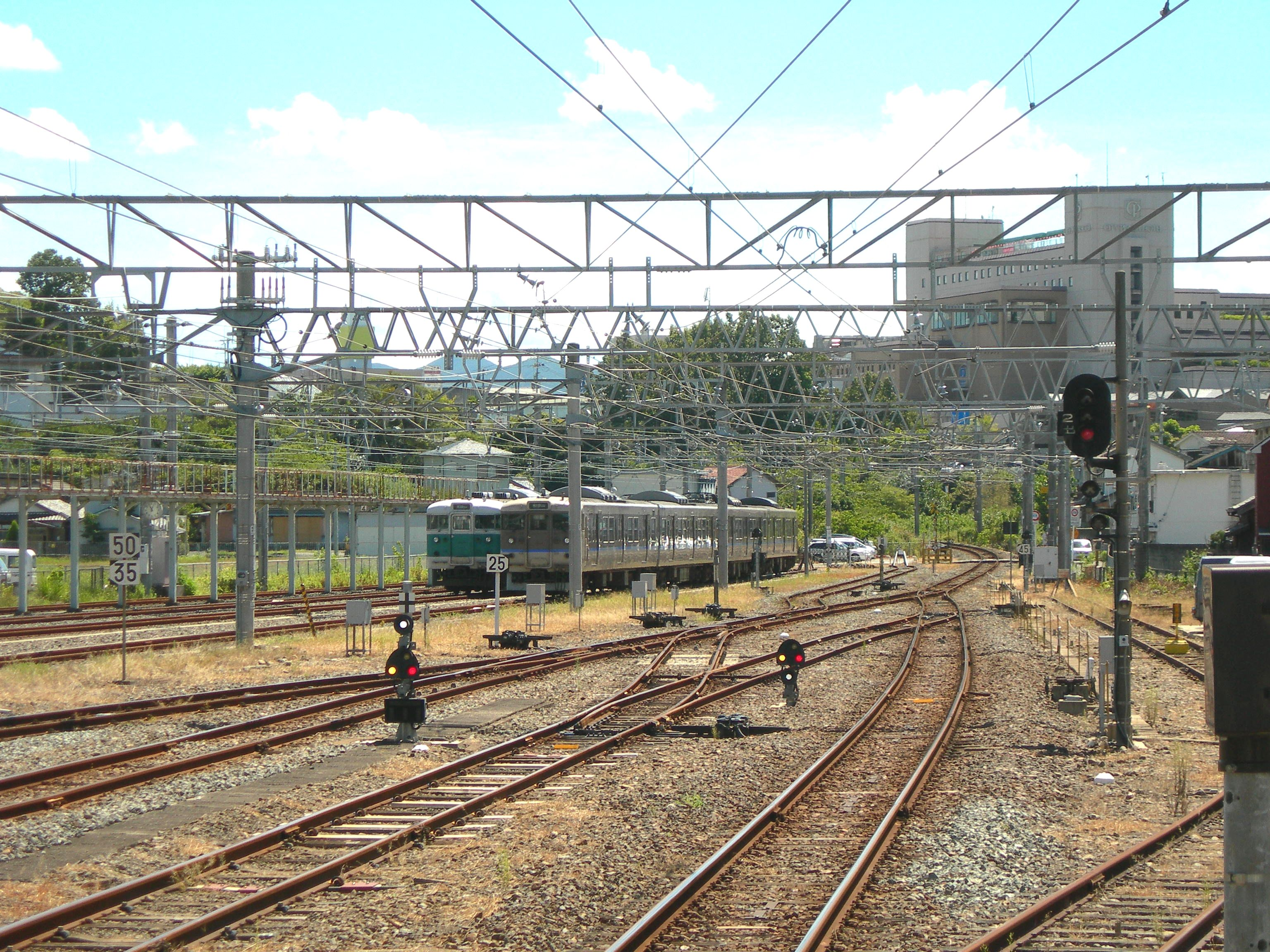
Gleise in Richtung Shingū
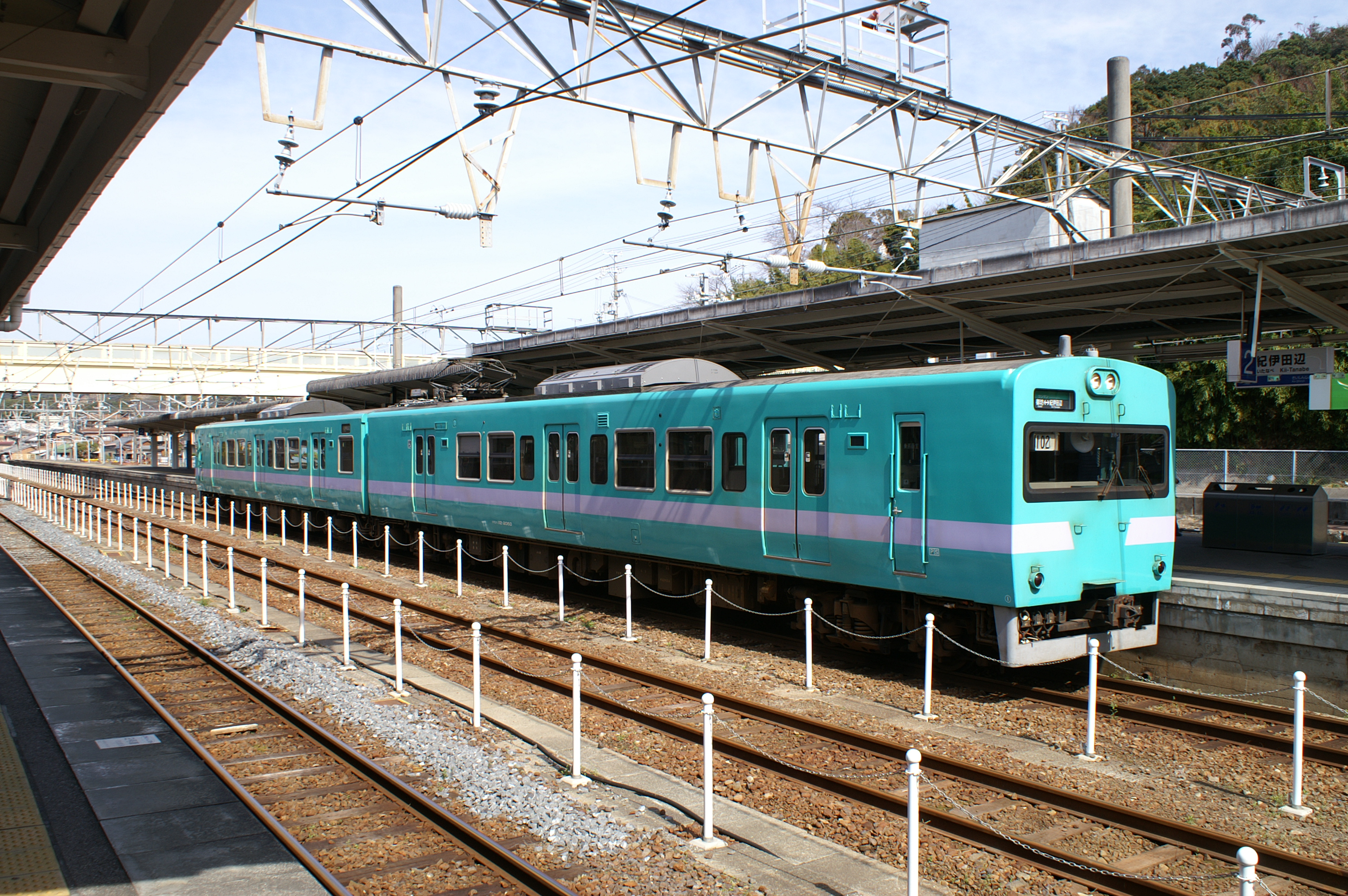
Triebzug der Baureihe 113-2000
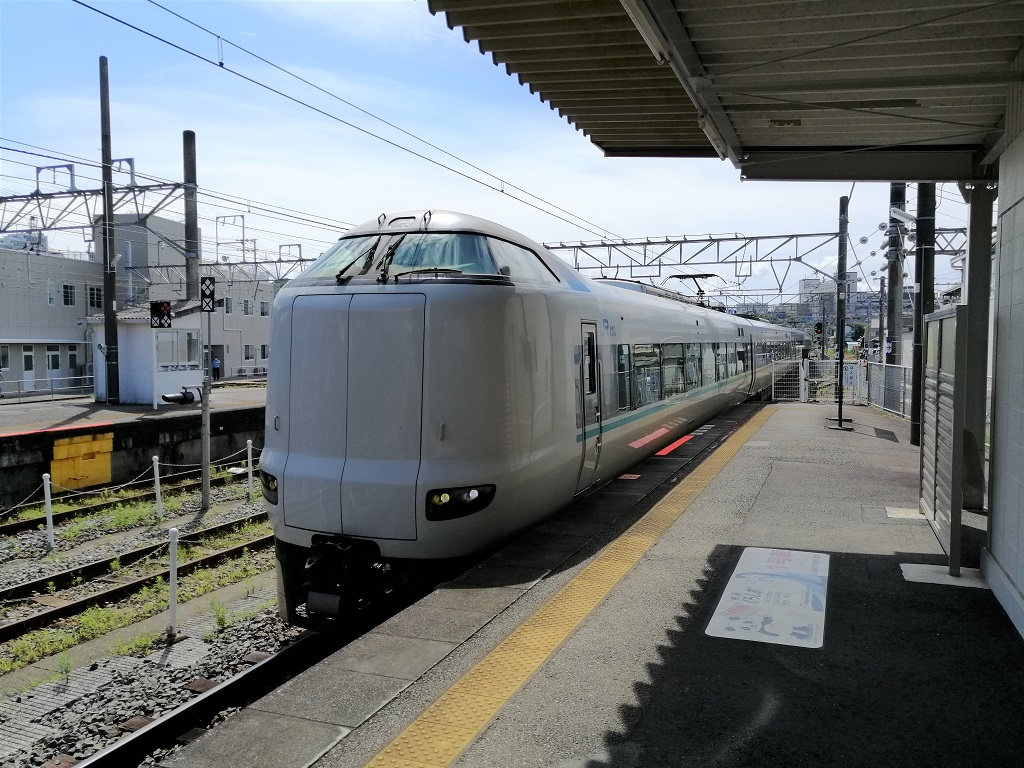
Schnellzug Kuroshio
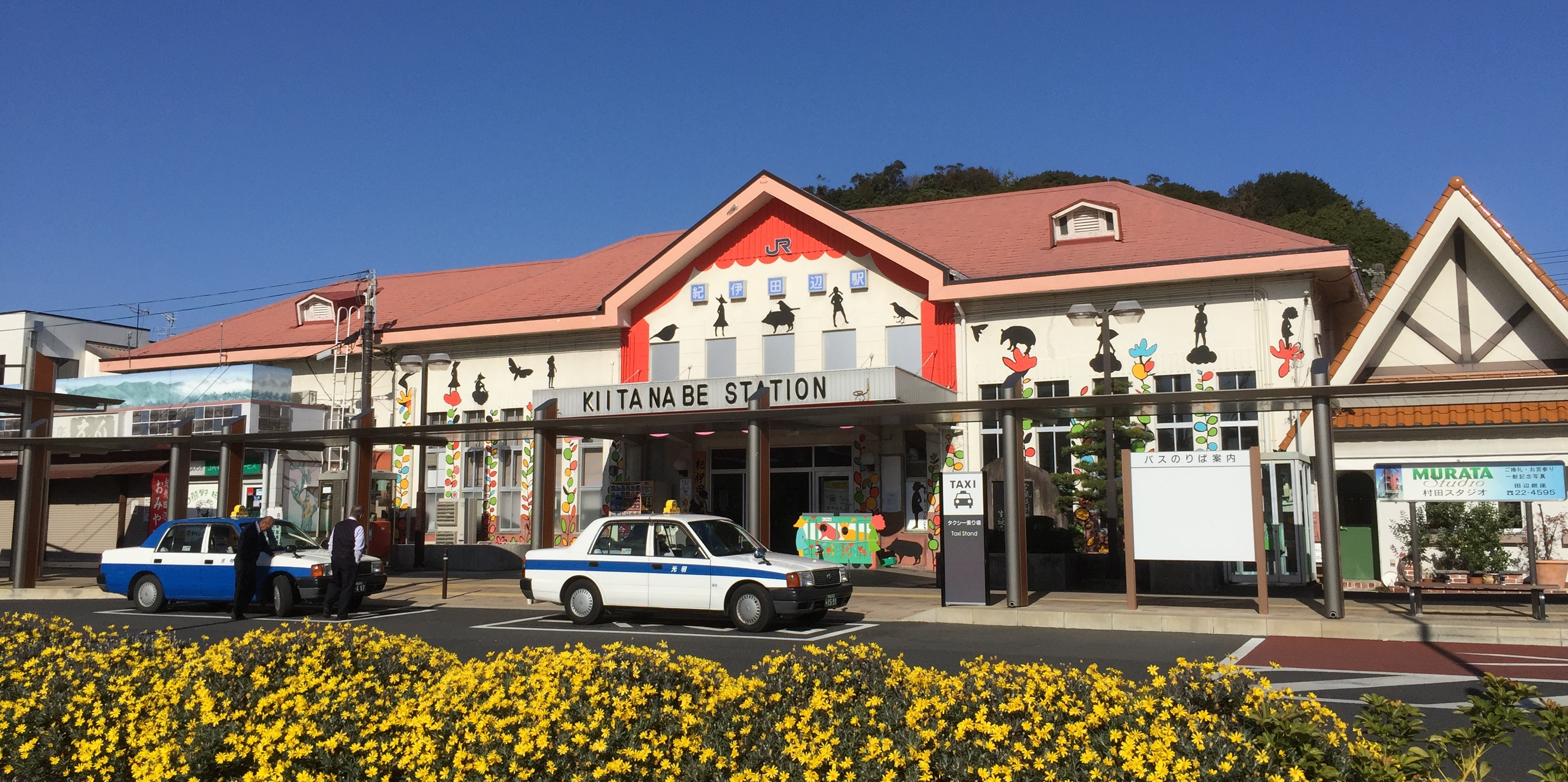
Bahnhofsgebäude (Januar 2016)

## Gleise
| 1/2 | ▉ Kisei-Hauptlinie | Gobō • Wakayama • Shin-Osaka      |
| 2/3 | ▉ Kisei-Hauptlinie | Kushimoto • Kii-Katsuura • Shingū |

## Linien
| Verlauf der Kisei-Hauptlinie |
| --- |
| Kameyama • Shimonoshō • Ishinden • Tsu • Akogi • Takachaya • Rokken • Matsusaka • Tokuwa • Taki • Ōka • Sana • Tochihara • Kawazoe • Misedani • Takihara • Aso • Ise-Kashiwazaki • Ōuchiyama • Umegadani • Kii-Nagashima • Minose • Funatsu • Aiga • Owase • Ōsoneura • Kuki • Mikisato • Kata • Nigishima • Atashika • Hadasu • Ōdomari • Kumanoshi • Arii • Kōshiyama • Kii-Ichigi • Atawa • Kii-Ida • Udono • Shingū • Miwasaki • Kii-Sano • Ukui • Nachi • Kii-Temma • Kii-Katsuura • Yukawa • Taiji • Shimosato • Kii-Uragami • Kii-Tahara • Koza • Kii-Hime • Kushimoto • Kii-Arita • Tanami • Tako • Wabuka • Esumi • Mirozu • Susami • Kii-Hiki • Tsubaki • Kii-Tonda • Shirahama • Asso • Kii-Shinjō • Kii-Tanabe • Haya • Minabe • Iwashiro • Kirime • Inami • Inahara • Wasa • Dōjōji • Gobō • Kii-Uchihara • Kii-Yura • Hirokawa Beach • Yuasa • Fujinami • Kii-Miyahara • Minoshima • Hatsushima • Shimotsu • Kamogō • Shimizuura • Kainan • Kuroe • Kimiidera • Miyamae • Wakayama • Kiwa • Wakayamashi |

## Geschichte

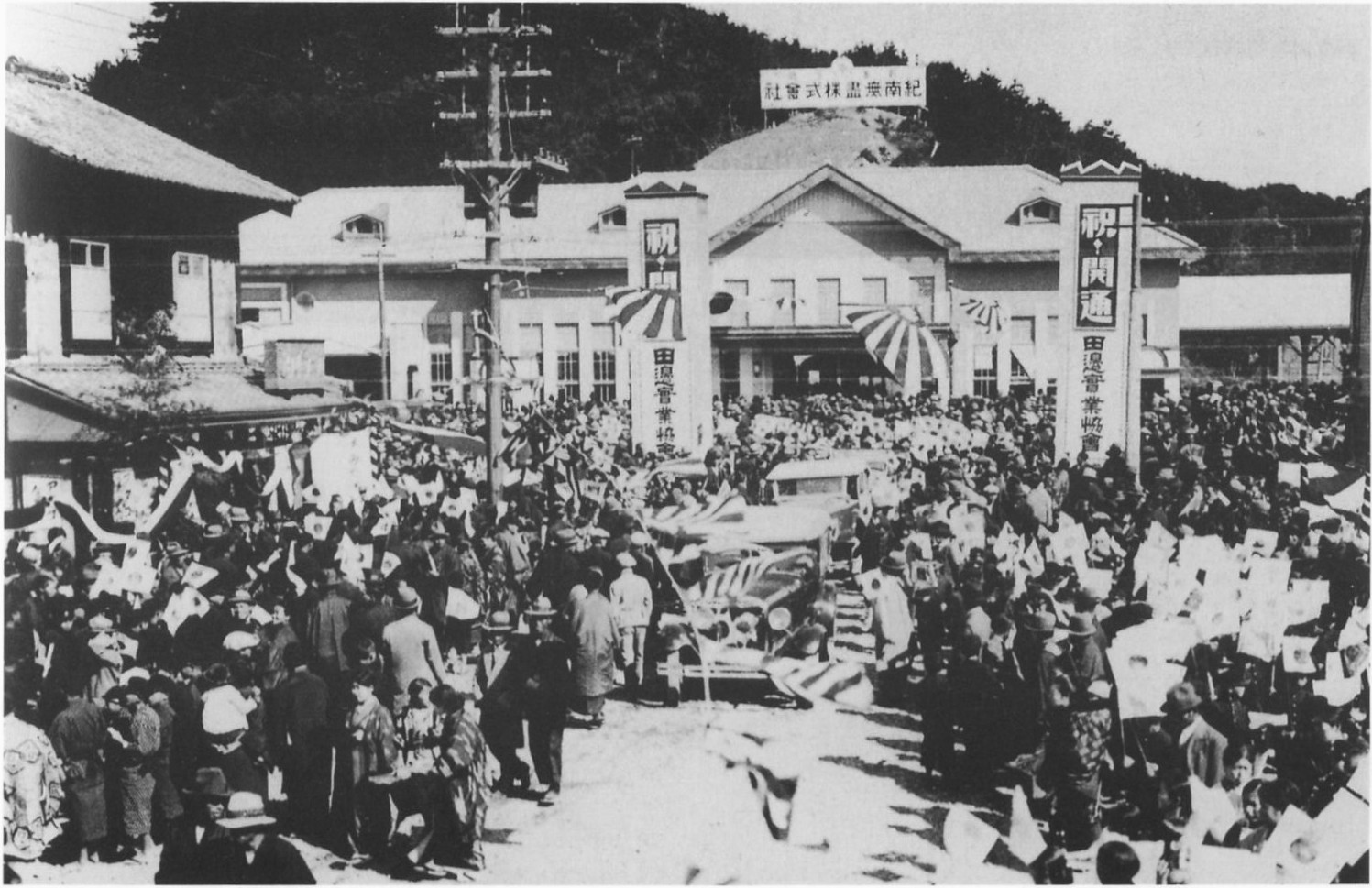
Eröffnung des Bahnhofs (1932)

Das Eisenbahnministerium eröffnete den Bahnhof am 8. November 1932, zusammen mit dem von Minabe bis hierhin führenden Abschnitt der Kisei-Hauptlinie. Etwas mehr als ein Jahr lang war hier die Endstation, bis zur Eröffnung des daran anschließenden Teilstücks nach Kii-Tonda am 20. Dezember 1933. Die Fertigstellung der gesamten Strecke ließ jedoch bis 1959 auf sich warten. Kii-Tanabe war der Standort eines wichtigen Lokomotivdepots, der über einen Ringschuppen verfügte. Dieser war am Vormittag des 25. Juli 1945 das Ziel eines Luftangriffs der United States Army Air Forces, bei dem sieben Dampflokomotiven beschädigt wurden. Mit der Elektrifizierung der Strecke verlor das Depot an Bedeutung und wurde entsprechend verkleinert. Die im März 1957 erstellte Fußgängerbrücke ermöglichte nun auch einen Zugang von Norden her.
Aus Rationalisierungsgründen stellte die Japanische Staatsbahn am 1. Februar 1984 den Güterumschlag ein, am 1. November 1986 auch die Gepäckaufgabe. Im Rahmen der Staatsbahnprivatisierung ging der Bahnhof am 1. April 1987 in den Besitz der neuen Gesellschaft JR West über. 2013 plante JR West aus Gründen der Erdbebensicherheit den Abriss des Empfangsgebäudes und dessen Ersatz durch einen fünfgeschossigen Neubau auf einem nordwestlich angrenzenden Grundstück. Die Stadtbehörden gewichteten den Aspekt des Denkmalschutzes höher und sprachen sich gegen das Projekt in dieser Form aus. Nach langen Verhandlungen kam ein Kompromiss zustande, bei dem die östliche Hälfte des alten Bahnhofs im ursprünglichen Stil erhalten bleiben würde; außerdem fiel der Neubau markant kleiner aus. Die Arbeiten begannen im August 2017 und waren im Juli 2019 abgeschlossen.